# La Matilla
La Matilla – gmina w Hiszpanii, w prowincji Segowia, w Kastylii i León, o powierzchni 7,47 km². W 2011 roku gmina liczyła 101 mieszkańców.